# 인천광역시의 소규모 어항 목록
다음은 2010년 12월 말 기준 인천광역시의 소규모 어항 목록이다.
- 계남항 - 인천광역시 옹진군 자월면 이작1리 (섬)
- 굴업항 - 인천광역시 옹진군 덕적면 서포3리 (섬)
- 나무께항 - 인천광역시 강화군 삼산면 석포리 (섬)
- 남산포항 - 인천광역시 강화군 교동면 읍내리 (섬)
- 내진항 - 인천광역시 강화군 삼산면 석포리 (섬)
- 대빈창항 - 인천광역시 옹진군 북도면 장봉3리 (섬)
- 동검항 - 인천광역시 강화군 길상면 동검리 (육지)
- 동진항 - 인천광역시 강화군 교동면 읍내리 (섬)
- 말도항 - 인천광역시 강화군 서도면 말도리 (섬)
- 모도항 - 인천광역시 옹진군 북도면 모도리 (섬)
- 미루지항 - 인천광역시 강화군 화도면 여차리 (육지)
- 미법항 - 인천광역시 강화군 삼산면 미법리 (섬)
- 벌안항 - 인천광역시 옹진군 자월면 이작2리 (섬)
- 볼음항 - 인천광역시 강화군 서도면 볼음도리 17-6 (섬)
- 분암포항 - 인천광역시 옹진군 대청면 소청리 (섬)
- 사탄동항 - 인천광역시 옹진군 대청면 대청4리 (섬)
- 사하동항 - 인천광역시 강화군 삼산면 매음리 (섬)
- 사항포항 - 인천광역시 옹진군 백령면 가을3리 (섬)
- 상리항 - 인천광역시 강화군 삼산면 상리 (섬)
- 서검항 - 인천광역시 강화군 삼산면 서검리 (섬)
- 석모항 - 인천광역시 강화군 삼산면 석모리 (섬)
- 선녀바위항 - 인천광역시 중구 을왕동 678-121 (육지)
- 선촌항 - 인천광역시 옹진군 덕적면 소야리 (섬)
- 시도항 - 인천광역시 옹진군 북도면 시도리 (섬)
- 신도1리항 - 인천광역시 옹진군 북도면 신도1리 (섬)
- 아진포항 - 인천광역시 옹진군 대청면 소청2리 (섬)
- 아차항 - 인천광역시 강화군 서도면 아차도리 39-1 (섬)
- 야달항 - 인천광역시 옹진군 북도면 장봉2리 (섬)
- 예동항 - 인천광역시 옹진군 대청면 소청1리 (섬)
- 오군포항 - 인천광역시 옹진군 백령면 남포2리 (섬)
- 왕산항 - 인천광역시 중구 을왕동 810-4 (육지)
- 월선포항 - 인천광역시 강화군 교동면 상용리 (섬)
- 을왕항 - 인천광역시 중구 을왕동 773-27 (육지)
- 이일레항 - 인천광역시 옹진군 자월면 승봉리 (섬)
- 죽산포항 - 인천광역시 강화군 교동면 동산리 407-3 (섬)
- 택리항 - 인천광역시 강화군 길상면 선두리 (육지)
- 텃골항 - 인천광역시 옹진군 덕적면 소야리 (섬)
- 하리항 - 인천광역시 강화군 삼산면 하리 67-7 (섬)
- 황청항 - 인천광역시 강화군 내가면 황청리 (육지)

## 같이 보기
- 대한민국의 소규모 어항